# سامية حلبي
سامية حلبي (بالإنجليزيّة: Samia Halaby؛ مواليد القدس عام 1936) فنانة تشكيليّة وباحثة فلسطينيّة/ أمريكيّة تقيم في نيويورك. تُعتبر أحد الرموز الرائدة عالميًا في الفن التجريدي وفن الديجيتال الحركي، حيث كان لها تجارب تعاون مشتركة مع عازفين موسيقيين قامت بتحويل موسيقاهم إلى لوحات فنيّة باستخدام الحاسوب أمام الجمهور مباشرة. لسامية حلبي تجربة مهمّة في التعريف بالقضية الفلسطينية والدفاع عن حق العودة. وبسبب منشوراتها على وسائل التواصل الاجتماعي المتعلقة بالحرب بين إسرائيل وغزة تم إلغاء أول "معرض استعادي" أميركي لسامية حلبي في يناير 2024 من قبل المسؤولين في جامعة إنديانا.

## السيرة المهنية
انتقلت حلبي من فلسطين إلى لبنان بعد النكبة عام 1948، ثم غادرت مع عائلتها إلى الولايات المتحدة عام 1951 لتستقر هناك. قامت منذ بداية مسيرتها الفنية في أوائل الستينات من القرن العشرين، بعرض أعمالها في معارض فنية في أنحاء مختلفة من الولايات المتحدة، أوروبا، آسيا، أمريكا الجنوبية. ومن أهم تلك المعارض: متحف سولومون غاغينهايم في نيويورك، المتحف البريطاني في لندن، معهد العالم العربي في باريس، معهد الفن في شيكاغو.
تلقت سامية حلبي تدريبها في الولايات المتحدة، كما إنها تُعتبر ناشطة في الأوساط الأكاديمية الأمريكية، حيث درّست الفن على مستوى الجامعة لمدة سبعة عشر عاما، وقد قضت عشر سنوات منها كأستاذ مساعد في كلية ييل للفنون (ما بين عاميّ 1972 و1981). وقد قامت أيضا بالتدريس في جامعة هاواي، وجامعة ولاية ميشيغان، ومعهد كانساس سيتي للفنون. وقد كانت أول امرأة تشغل منصب أستاذ مشارك في كلية ييل.
استقرّت في نيويورك منذ سبعينيّات القرن العشرين، وكانت لفترة طويلة نشطة في المشهد الفني في المدينة، وذلك عبر المساحات الفنيّة المستقلّة وغير الربحيّة والمبادرات التي يديرها الفنانون، بالإضافة إلى المشاركة في التنظيم السياسي اليساري من أجل قضايا مختلفة، وخصوصا القضية الفلسطينية.
في العام 2014-2018 صنفتها مجلة «أريبيان بزنس» ضمن قائمة أقوى 100 امرأة عربية.

## وصلات خارجية
- الموقع الرسمي للفنانة
- معرض لأعمال الفنانة الفلسطينية سامية حلبي في لندن | BBC
- سامية حلبي: صورة الفنان من صنع متحف المحطة في معرض فلسطين
- موقع جاليري أيام، ممثل الفنانة التجاري
- مكتبة جامعة بيرزيت
- مقابلة مع سامية حلبي كجزء من سلسلة سؤال وجواب مع الفنانين العرب المعاصرين على ArteNews